# Beach (Észak-Dakota)
Beach település az Amerikai Egyesült Államok Észak-Dakota államában, Golden Valley megyében, melynek megyeszékhelye is. Lakosainak száma 981 fő (2020. április 1.).

## Népesség
A település népességének változása:

| 2010 | 1 019 |
| 2020 | 981   |